# Fatalismul mioritic
Fatalismul mioritic reprezintă una sau mai multe teorii filosofice în care poziția fatalistă a ciobanului din balada populară română Miorița reprezintă poziția poporului român față de viață.
Miorița este o baladă produsă de folclorul românesc. Alecu Russo, descoperitorul baladei, consideră că „păstorul câmpiilor și al munților noștri (...) a produs cea mai frumoasă epopee pastorală din lume”.
Există mai multe ipoteze asupra creatorului baladei Miorița, și anume că ea este opera colectivă a poporului, o creație individuală, sau o creație succesivă. Creație colectivă succesivă, Miorița a fost cooptată ca parte din viziunea romantică a pașoptiștilor – „poporul era singur în stare să producă minuni atât de originale” (Vasile Alecsandri).
Ipoteza creației colective succesive „este tot atât de nefirească, cum este și reversul său, adică aceea că autorul unui cântec ar fi cutare poet popular. Adevărul este la mijloc”.  Rădăcinile acestei concepții moderne au fost prefigurate în scrierile primilor clasici. 
Seria analizelor filosofice ale acestei balade e inaugurată de un istoric francez (Jules Michelet) și finalizată de un istoric american (Ernest H. Lathan jr.). E lesne de constatat dâra lăsată de fiecare curent, modă sau etapă istorică în concepțiile exegeților, deoarece „fiecare generație își extrage înțelesurile după propria-i experiență de viață și de moarte”, după cum scria Petru Ursache  referindu-se la comentatorii Mioriței.

## Jules Michelet (1854)
Seria polemică e inaugurată încă în 1854 de către francezul Jules Michelet, un apropiat al pașoptiștilor și unioniștilor români refugiați la Paris care, se știe, a realizat prima traducere într-o limbă străină a Mioriței. Acesta remarcă și acuză, totodată, o prea ușoară resemnare a ciobanului în fața morții. Dar ceea ce avea să contrarieze sunt concluziile lui J. Michelet: „Mai este însă în ea, din nefericire, o trăsătură națională: resemnarea prea ușoară. Omul nu se luptă cu moartea; nu se încruntă către ea; el o primește, se însoară cu această «crăiasă», a lumii mireasă și mistuie, fără să murmure, această căsătorie. Abia desprins din natură, pare că se simte mângâiat de faptul că se reîntoarce iarăși în sânul ei”. 
Alexandru Odobescu (1861) este primul care respinge ideea fatalismului mioritic, fără însă a căuta o interpretare oarecare pentru modul în care se petrece moartea. Odobescu este de părere că la rădăcina atitudinii ciobanului ar sta regretul de a părăsi viața în floarea vârstei și, deci, substanța baladei nu are nici o urmă de fatalism, ci doar o tristețe vădită a „juneții învinse”. Cât privește intriga de la stână, e socotită nesemnificativă, deoarece a fost grefată ulterior 
În viziunea lui Aron Densușianu (1895), ciobanul din varianta Alecsandri, care „stă pasiv ca mielul la junghiere, cu toate că în cântec se zice că el ar fi mai voinic”, are o atitudine „cu totul neînțeleasă, nenaturală”, în special dacă ne gândim că ciobanii „sunt foarte îndrăzneți și bătăioși”  Pornind de la aceste premise, A. Densușianu reia teza lui Alecu Russo și afirmă că, într-adevăr, Miorița trebuie să fi fost o epopee pastorală autohtonă, ivită în mișcarea de transhumanță, însă ceea ce s-a păstrat nu sunt decât rămășițe, fragmente ale acestei epopei, iar episodul în care ciobanul ia atitudine s-a pierdut în negura timpului. De aceea nu putem vorbi de nici o nuanță de fatalism, o dovadă în plus fiind și repertoriul baladelor românești, populate cu eroi vrednici și viteji.

## D. Zamfirescu (1909)
Discursul din 16 mai 1909 susținut de Duiliu Zamfirescu în aula Academiei Române, avea să sintetizeze, de pe poziții oarecum oficiale, toate nevrozele, neliniștile și nedumeririle exprimate ocazional – în articole sau studii răzlețe, în discuții particulare – față de atitudinea de neînțeles a unui erou dintr-o creație populară românească: „Iată un flăcău voinic, trăind pe corhane cu turma sa, căruia oița bârsană îi spune că au să-l omoare baciul Ungurean și cu cel Vrâncean și, în loc să pună mâna pe bâtă și să se apere, pune mâinile pe piept și face poezii! Contemplativitatea și forța, forța mai cu seamă, nu îngăduie o asemenea purtare”.  Concluziile lui nu impun o nouă interpretare, ci se reduc la o sentință severă: „Miorița lui Alecsandri, ca născocire populară, este o imposibilitate!”.
Th. D. Speranția (1915) optează pentru filiera mitică; pentru a fi sigur de succesul demersului său și de tranșarea chestiunii fatalismului, invocă nespecificitatea Mioriței la cultura și spiritualitatea românească. Speranția a pledat pentru un legendar cult cabiric egiptean, din rădăcinile căruia Miorița și-ar trage seva, devenind o „legendă localizată a lui Osiris”. 
Ovid Densușianu (1922) găsește o soluție originală, eliminând din discuție testamentul și episodul maicii bătrâne ca fiind motive ce se întâlnesc și în alte poezii populare. Deoarece testamentul nu e reprezentativ (și deci trebuie îndepărtat) nu am mai avea argumente să discutăm despre fatalism. 

## Dumitru Caracostea (1924)
Atent analist al fenomenului mioritic, Dumitru Caracostea (1924) sintetizează: „Această idee a pasivității, a fatalismului, a liniștii în fața morții revine necontenit în exegezele baladei și în generalitățile folclorice de tot felul. Până în zilele noastre este un loc comun pentru toți câți vor să ne caracterizeze. Dar ansamblul literaturii noastre poporane, atât cel epic, cât și cel liric, arată că este mai mult decât o exagerare, o dezumanizare să admiți, ca produs al factorilor istorici sau ca reflex al caracterului etnic, un fatalism care merge până la primirea morții fără a reacționa. De la caracterul de jale propriu liricii noastre, până la presupusul pasivism din Miorița este drum lung. Este drept că credința în soartă, în ce ți-e scris, este o trăsătură caracteristică a poporului nostru. Dar la fel și a altor popoare. De altă parte, întreg mediul epicii noastre poporane arată că această credință nu smulge din suflete resortul adânc omenesc de a reacționa acolo unde, ca în situația din Miorița, lucrul ar fi posibil” 

## „Dragostea de moarte”
Autor al unor sinteze de estetică filosofică și literară, Liviu Rusu (1935) analizează „sensul existenței” în poezia populară românească, subliniind cu acest prilej pasivitatea și resemnarea din Miorița. Astfel, eroul „nu încearcă nici un gest de rezistență, nu se revoltă împotriva destinului, și singura lui consolare este că moartea îi va permite să se odihnească în sânul naturii” 
În Spațiul mioritic (1936), poetul din Lancrăm „…descifrează în Miorița o transfigurare a morții pe care o găsește din alte creații etnice, ceea ce-i permite să identifice în «dragostea de moarte» o caracterizare a spiritualității poporului român” . Dintre toți, Lucian Blaga va aduna cei mai mulți opozanți, începând cu H.H. Stahl (1938), George Călinescu (1941), Constantin Brăiloiu (1946) și până la Adrian Fochi (1964), Mircea Eliade (1970) și Constantin Noica (1976).
Sociologul H.H. Stahl (1938) consideră drept sterile interpretările filosofice și literare, afirmând că, în definitiv, urcarea ciobanilor la munte se explică prin împrejurări istorice și economice, nu prin tânjirea după spațiul ondulat al plaiului, ocupația pastorală nefiind efectul unui dor metafizic 
Dramaturgului Victor Eftimiu (1942) nu propune nici sensuri noi, nici interpretări originale, ci epurarea acestei creații folclorice. „…faimoasa baladă a Mioriței, pe care unii o socotesc cea mai frumoasă poezie românească și pe care eu aș scoate-o din toate cărțile de citire, întrucât cuprinde o monumentală lecție de lașitate, de renunțare” 

## Constantin Brăiloiu (1946)
Prima intervenție consistentă aparține lui Constantin Brăiloiu (1946), într-un efort centrat cu precădere pe combaterea teoriei blagiene, teorie reluată și reactivată în Trilogia culturii. „Sensurile noi” adăugate de C. Brăiloiu, etnografice prin excelență, coagulează o necesară abordare interdisciplinară a Mioriței. „Nuanța de regret și de compătimire, sensibilă, ici, acolo, în aceste incantații cu destinație schimbată, nu s-a strecurat, desigur, decât în zona în care mila creștină a alungat teroarea ancestrală. Ele nu exprimă nici voința renunțării, nici beția neantului, nici adorația morții, ci exact contrariul lor, pentru că în ele se perpetuează memoria gesturilor originare de apărare a vieții” , este de părere exegetul. 

## Adrian Fochi (1964)
Adrian Fochi își conduce studiul Miorița – Tipologie, Circulație, Geneză, Texte (1964) într-o manieră aproape justițiară, ignorând prezumția unui alt deznodământ. Premisele sale sunt evidente: izolarea testamentului, minimalizarea „cadrului epic inițial”, preluarea tezei Mușlea – Brăiloiu, ritul morții nelumiților. A. Fochi respinge tezele creștin-ortodoxe în favoarea caracterului profund laic al baladei și a tendințelor antiecleziastice. Alegoria morții devine un simplu ritual al consacrării nupțiale post-mortem. În concluzie, în Miorița asistăm la o tradițională nuntă postumă a tinerilor morți celibatari. Pentru A. Fochi, în textul mioritic moartea „reprezintă o întrerupere violentă și absurdă a vieții unui tânăr nelumit” și această violență (rod al conflictului economic) scoate Miorița de sub incidența fatalismului.

## Mircea Eliade (1970)
Mircea Eliade reia subiectul cu mai multă meticulozitate, pe un ton mai conciliant, dar nu mai puțin ferm: „Cât privește acceptarea morții, doar dintr-o perspectivă raționalistă poate fi considerată ca o probă de pasivitate sau de resemnare. În universul valorilor folclorice, atitudinea păstorului exprimă o decizie existențială mai profundă: «nu te poți apăra împotriva destinului cum nu te aperi împotriva dușmanului»; nu poți decât să impui o nouă semnificație consecințelor ineluctabile ale unui destin gata să se împlinească. Nu este vorba de un «fatalism», pentru că un fatalist nici măcar nu se crede capabil de a schimba semnificația a ceea ce i-a fost predestinat”. 
M. Eliade nu a pregetat să pună în balanță depozițiile predecesorilor săi, care au tratat problema tragismului mioritic, constatând cu acest prilej nerodnicia extremelor, pe traseul dintre pesimism și optimism: „Desigur, această decizie de a accepta destinul nu trădează o concepție pesimistă a existenței, nici pasivitatea, de care atât s-a vorbit de la Alecsandri încoace. Criticile lui D. Caracostea, H.H. Stahl și C. Brăiloiu erau întemeiate. Dar este în zadar să se caute «optimismul» Mioriței în dragostea păstorului pentru munca lui, sau în apărarea celor vii împotriva strigoilor (aluzie la C. Brăiloiu și A. Fochi, n.n.). Nu se poate vorbi despre optimism pentru că este vorba despre o relație tragică”.

## Nicolae Steinhardt (1970)
Urmărit și persecutat pentru convingerile sale, după detenția din perioada 1959-1964, Nicolae Steinhardt devine, dintr-un intelectual pur, un autentic „homo religiosus” și descoperă constantele spiritualității românești. În 1970, cu puțin înainte de a finaliza prima versiune a romanului Jurnalul fericirii, Virgil Ierunca îi trimite de la Paris volumul lui Mircea Eliade (De Zalmoxis à Gengis-Khan). Acesta nota în jurnal: „Ce nu înseamnă Miorița: resemnare, fatalism, chemarea morții, pasivitate, pesimism. Ce înseamnă: anti-istoricitate, transfigurare a condiției adamice. Poporul român e înzestrat cu o putere de transfigurare ce-i permite să preschimbe întregul univers și să pătrundă în cosmosul liturgic (să participe la celebrarea liturgiei cosmice ar spune Maxim Mărturisitorul). Împotriva soartei nu te poți apăra ca împotriva unor vrăjmași; nu poți decât să dai un înțeles nou consecințelor ineluctabile ale destinului în curs de împlinire (…). Ciobanul săvârșește o transmutație – marea operă a denigraților alchimiști -, își transformă nenorocirea în taină mistică. Înfrânge soarta. Dă un sens fast nefericirii…”. 

## Constantin Noica (1976)
În anul în care se împlineau patru decenii de la publicarea teoriei blagiene legate de „spațiul mioritic”, filosoful Constantin Noica scrie un incitant articol pentru o revistă clujeană, cu scopul vădit de a descongestiona filosofia culturii de prejudecata, încă dominantă, impusă prin teoria poetului-filosof din Lancrăm. „Desprinderea” pentru care pledează nu întrunește calitățile unei renegări totale, a unei decapitări, ci subliniază mai degrabă o necesară delimitare față de efortul altora de a egaliza esența spiritualității românești cu un cântec al resemnării: „Cine are în față-i tabloul modulațiilor ființei nu mai poate face sufletului românesc nedreptatea să-l înțeleagă printr-o singură tonalitate, cea a Mioriței, cu resemnarea ei în fața morții. Miorița poate fi o reușită a creației noastre folclorice, dar nu și măsura unică pentru sensibilitatea filosofică a unui suflet căruia a fi sau a nu fi îi apar nespus de bine orchestrarea”. 

## E.H. Latham (2002)
Istoricul american Ernest H. Latham jr., autorul unei lucrări editate în Statele Unite despre balada Miorița, propune o soluție extrem de simplă, într-o abordare plină de respect și înțelegere: „Celor care ar dori să se răfuiască, pe nedrept, cu această genială baladă, pentru că ilustrează resemnarea și supușenia românilor în istorie, le-aș răspunde, citând un fragment din romanul-reportaj «Athenee Palace», publicat de ziarista americană de origine evreiască, Rosa G. Waldeck, în 1942: «Această cicatrice (lăsată de cutremurul din 1940 pe fațada hotelului Athenee Palace, unde autoarea a locuit între 1940-1941, n. red.), părea să se potrivească acum cu impresia cea mai puternică pe care o păstram despre România după șase luni: indestructibila calitate a acestui popor îngăduitor, realist, așezat de soartă la granița dintre Occident și Orient. Două mii de ani de aspră stăpânire venetică, de invazii barbare, de cuceritori lacomi, de domni răi, de holeră și cutremure au dat românilor sentimentul calități temporare și trecătoare a lucrurilor (…) Românii posedă în cel mai înalt grad capacitatea de a primi relaxat loviturile soartei. Ei știu să cadă cu artă, cu fiecare mușchi și fiecare încheietură relaxate și moi… Secretul artei de a cădea este, desigur, să nu-ți fie frică, și românii nu se tem, așa cum se tem occidentalii. O lungă experiență în supraviețuire i-a învățat că în fiecare cădere se pot găsi nebănuite oportunități și că, într-un fel sau altul, vor reuși să se pună iar pe picioare”. 